# Steen Pedersen
Steen Pedersen (født 5. juli 1960) er en tidligere dansk fodbolddommer. 
Han dømte i Superligaen fra 1995 til 2003, hvor det i alt blev til 120 kampe. Han debuterede i Superligaen d. 22. april 1995 i kampen mellem Næstved IF og Silkeborg IF, der endte 0-0.
Efter 8 år i landets bedste række valgte Pedersen selv at stoppe som dommer i sommeren 2003 pga. skader og prioritering af privatlivet.